# Zendaya
Zendaya Maree Stoermer Coleman (Oakland, 1 september 1996), roepnaam Zendaya, is een Amerikaanse actrice, zangeres, danseres en model.

## Levensloop

### 1996-2008: jeugd en begin carrière
Zendaya werd geboren op 1 september 1996 in Oakland, Californië als kind van Claire Stoermer en Kazembe Ajamu (Coleman). Toen ze nog op school zat, speelde ze in Once on This Island en Caroline, or Change. Ze volgde een toneelopleiding bij het California Shakespeare Theater en bij het American Conservatory Theater. Op het toneel speelde ze onder meer in Richard III, Twelfth Night en As You Like It.
Zendaya heeft drie jaar gedanst bij een dansgroep genaamd Future Shock Oakland, waar ze hiphop- en huladansen leerde.

### 2009-heden: doorbraak
Zendaya begon haar professionele carrière als model voor Macy's, Mervyns en Old Navy. Ook was ze te zien in een iCarly-speelgoedadvertentie samen met Stefanie Scott. Ze speelde van 2010 tot 2013 in de originele Disney Channelserie Shake It Up als Raquel "Rocky" Blue samen met Bella Thorne die de rol van CeCe Jones vertolkte.
Zendaya's eerste single "Swag It Out", gecomponeerd door Bobby Brackins en geproduceerd door Glenn A. Foster, werd online uitgebracht door iTunes en Amazon. In 2011 is Zendaya genomineerd voor een Shorty Award voor Beste Actrice. Zendaya's tweede single "Watch Me", waarin ook Bella Thorne te horen is, werd uitgebracht op 21 juni 2011. Deze is geproduceerd door Ben Charles, Aaron Harmon en Jim Wes. Dat nummer bereikte positie 63 in de Billboard Hot Digital Songs, nummer 86 in de Billboard Hot 100 en de 9e plaats in de Amerikaanse Top Heatseekers. De muziekvideo werd uitgebracht op 17 juni 2011 en geregisseerd door Lipo Chang.
Haar eerste filmrol was in Frenemies (2012) samen met Bella Thorne en Stefanie Scott. In februari 2012 is "Something to Dance For" uitgebracht als een single voor Live 2 Dance. Het nummer bereikte de 70e plaats in de Britse hitlijsten en de 24e in die van de Verenigde Staten.
Zendaya deed als destijds jongste kandidaat ooit mee aan Dancing with the Stars samen met professioneel danspartner Valentin Chmerkovskiy (ook wel Val genoemd). In de eerste aflevering (18 maart 2013) dansten ze zichzelf naar de hoogste score: 24 punten. Op 15 april behaalde Zendaya haar eerste tienen, door juryleden Carrie Ann Inaba en Bruno Tonioli en in week 8 (7 mei) kreeg ze de eerste topscore (30 van de 30 punten) met een salsa met gastdanser Gleb Savchenko. Zendaya stond in week 9 (de halve finale) met dansstijlen quickstep en haar vertrouwde hiphop. Zendaya is doorgestemd naar de finale die op maandag 20 mei en dinsdag 21 mei 2013 plaatsvond en is geëindigd op de tweede plaats.
Op 14 mei 2013 maakte Zendaya bekend dat haar eerste boek, Between U and Me, uit was. Ze heeft een overeenkomst met de Amerikaanse uitgever Hyperion Books. Het boek gaat over tienerproblemen die Zendaya zelf heeft meegemaakt en hoe ze die heeft opgelost. Het boek werd verwacht op 6 augustus 2013, maar werd vanwege een fout bij de uitgever officieel verplaatst naar 27 augustus 2013.
Eind juli 2013 werd bekendgemaakt dat Shake It Up! tot een einde kwam na drie seizoenen. Ook werd vermeld dat Zendaya bij Disney bleef en in augustus begon met het filmen van DCOM (Disney Channel Original Movie) Boys Are Dogs. De naam 'Boys Are Dogs' veranderde later naar Unleashed. Nog een paar weken later werd de naam weer veranderd, naar Zapped.
Op 12 augustus 2013 maakte Zendaya via JustJaredJr de naam en cover bekend van haar debuutalbum dat op 17 september 2013 in de Verenigde Staten en Canada uitkwam. Het album is naar haarzelf vernoemd: Zendaya.
Een aantal weken nadat de opnames van Zapped gestopt waren, werd bekend dat Zendaya waarschijnlijk terug zou keren naar Disney Channel. Hier zou ze de hoofdrol in de Disney Channelserie Super Awesome Katy spelen. Het gaat over een erg slim meisje dat erachter komt dat haar ouders spionnen zijn. Haar ouders verwachten dat Katy dezelfde voetstappen volgt. Een aantal weken nadat het nieuws over Super Awesome Katy naar buiten kwam heeft Disney Channel bevestigd dat de show door zou gaan. Niet alleen speelde Zendaya de hoofdrol, ook was ze de producent van de show. De naam is nog niet zeker. De productie van het eerste seizoen begon in het voorjaar van 2014. De naam Super Awesome Katy werd veranderd in K.C. Undercover.
Op 26 april 2014 trad Zendaya op met Replay tijdens de Radio Disney Music Awards (RDMA's) 2014 en won ze een Ardy voor best geklede artiest. Een jaar later, op 25 april 2015, was Zendaya de presentatrice van de RDMA's.
In 2017 was ze te zien als Michelle Jones-Watson in de film Spider-Man: Homecoming, waarna ze dezelfde rol vertolkte in het vervolg uit 2019: Spider-Man: Far From Home, en het vervolg uit 2021: Spider-Man: No Way Home.
In 2022 won ze een Emmy voor haar rol als Rue in Euphoria en was hiermee op 26-jarige leeftijd de jongste actrice ooit die twee Emmy's heeft gewonnen. In 2023 won ze eveneens een Golden Globe Award voor de rol van Rue.

### Persoonlijk
Zendaya heeft een relatie met Tom Holland.

## Filmografie

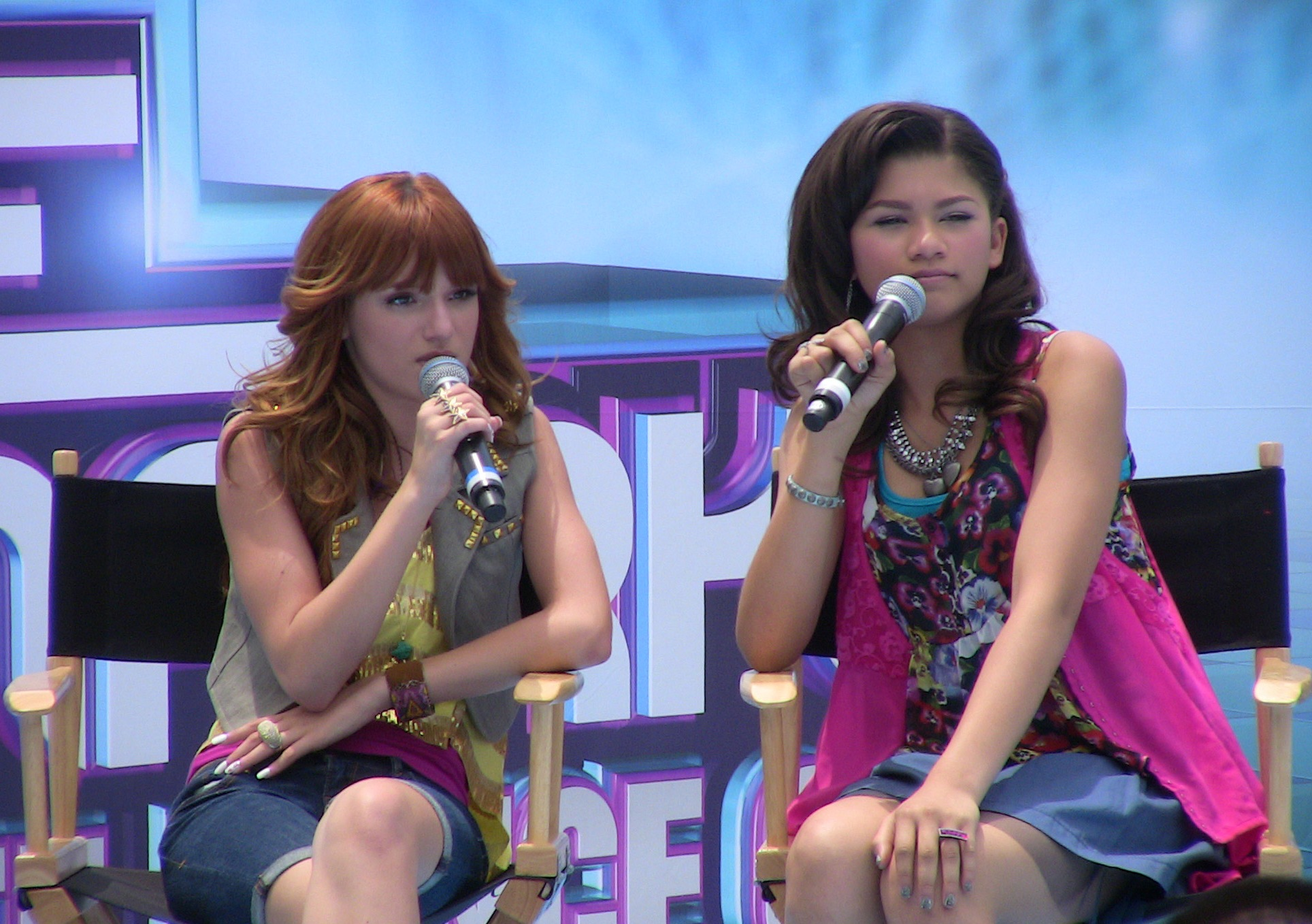
Bella & Zendaya in 2011

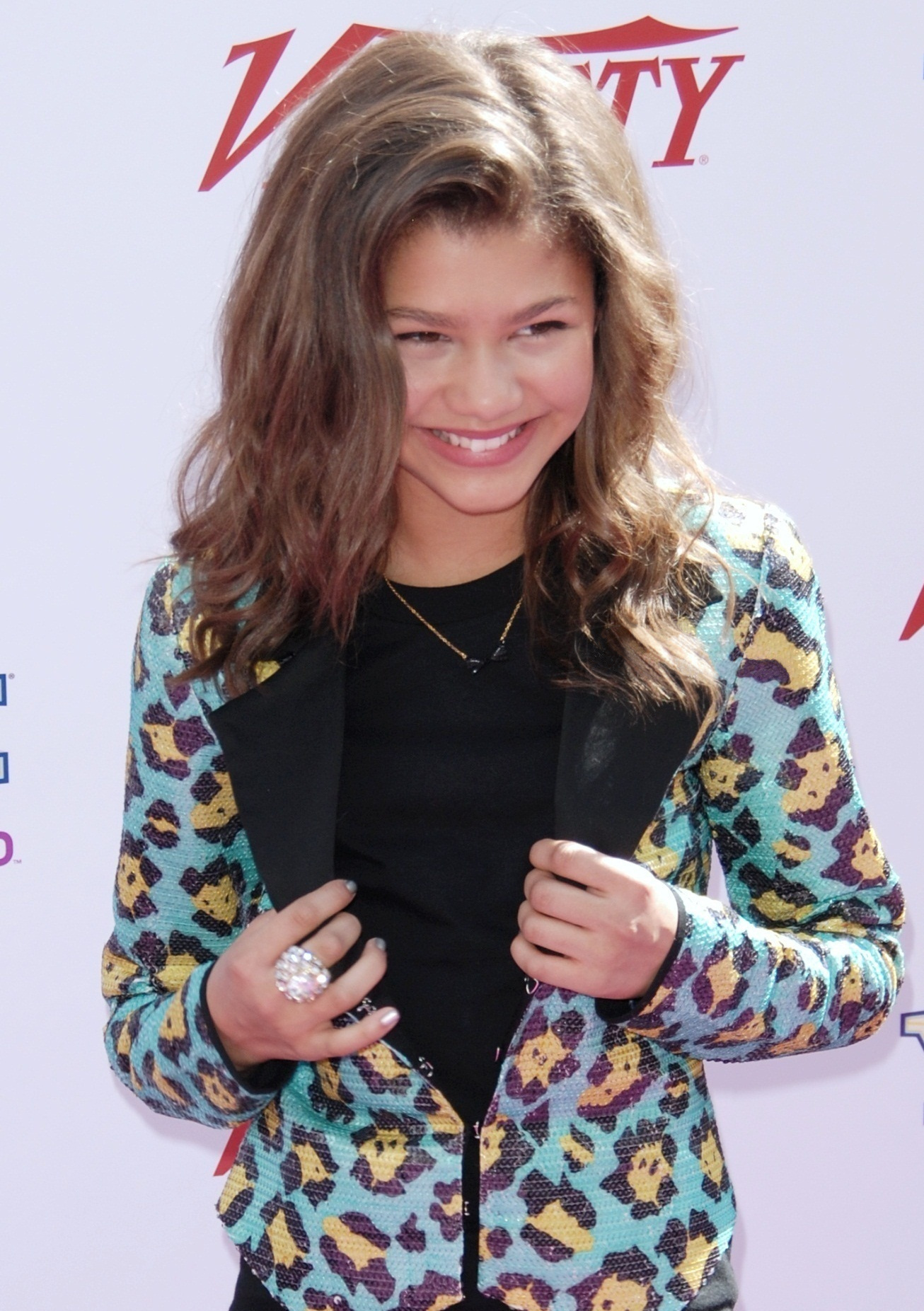
Zendaya Coleman, oktober 2010

| Jaar | Titel                      | Rol                        | Notities                                    |
| ---- | -------------------------- | -------------------------- | ------------------------------------------- |
| 2011 | Pixie Hollow Games         | Fern                       | Stemrol                                     |
| 2012 | Frenemies                  | Halley Brandon             | Hoofdrol; Disney Channel Original Movie     |
| 2012 | Shake It Up: Made In Japan | Rocky Blue                 | Hoofdrol; Disney Channel Original Movie     |
| 2014 | Zapped                     | Zoey Stevens               | Hoofdrol; Disney Channel Original Movie     |
| 2017 | Spider-Man: Homecoming     | Michelle Jones (MJ)        | Bijrol                                      |
| 2018 | The Greatest Showman       | Anne Wheeler               | Hoofdrol                                    |
| 2018 | Duck Duck Goose            | Chi                        | Stemrol                                     |
| 2018 | Smallfoot                  | Meechee                    | Stemrol                                     |
| 2019 | A White Lie                | Anita Hemmings             | Hoofdrol                                    |
| 2019 | Spider-Man: Far From Home  | Michelle Jones (MJ)        | Hoofdrol, vervolg Spider-Man: Homecoming    |
| 2020 | Malcolm & Marie            | Marie                      | Hoofdrol                                    |
| 2021 | Space Jam: A New Legacy    | Lola Bunny                 | Stemrol                                     |
| 2021 | Dune                       | Chani                      | Bijrol                                      |
| 2021 | Spider-Man: No Way Home    | Michelle Jones-Watson (MJ) | Hoofdrol, vervolg Spider-Man: Far From Home |
| 2024 | Dune: Part Two             | Chani                      | Hoofdrol                                    |
| 2024 | Challengers                | Tashi Duncan               | Hoofdrol                                    |

| Jaar      | Titel                                  | Rol                 | Notities                                                                          |
| --------- | -------------------------------------- | ------------------- | --------------------------------------------------------------------------------- |
| 2010–2013 | Shake It Up                            | Rocky Blue          | Co-hoofdrol                                                                       |
| 2011      | Good Luck Charlie                      | Rocky Blue          | "Charlie Shakes It Up" (seizoen 2, aflevering 13)                                 |
| 2011      | PrankStars                             | zichzelf            | "Walk the Prank" (seizoen 1, aflevering 3)                                        |
| 2012      | A.N.T. Farm                            | Sequoia Jones       | "Creative ConsultANT" (seizoen 2, aflevering 1)                                   |
| 2013      | Dancing with the Stars                 | zichzelf            | seizoen 16 deelneemster                                                           |
| 2013      | The Ellen DeGeneres Show               | zichzelf            | seizoen 11, aflevering 9. Trad op met single Replay.                              |
| 2013      | AMA's 2013: Coca Cola Red Carpet Live  | zichzelf            | Mede-presentatrice                                                                |
| 2015      | black-ish                              | Rasheida            | "Daddy's Day" (seizoen 2, aflevering 4)                                           |
| 2015–2018 | K.C. Undercover                        | Kacie "K.C." Cooper | Hoofdrol & mede-producer; Disney Channel Original Series                          |
| 2016      | Lemonade                               | zichzelf (cameo)    | Door Beyoncé uitgenodigd om te laten zien dat getinte vrouwen ook invloed hebben. |
| 2016      | The Ellen DeGeneres Show               | zichzelf            | seizoen 13, aflevering 126: interview                                             |
| 2016      | Greatest Hits                          | zichzelf            | seizoen 1, aflevering 5: Zendaya zong 'Let Me Love You' met Mario.                |
| 2017      | The Tonight Show Starring Jimmy Fallon | zichzelf            | aflevering 696: interview                                                         |
| 2017      | The Tonight Show Starring Jimmy Fallon | zichzelf            | aflevering 787: interview                                                         |
| 2017      | The Late Late Show with James Corden   | zichzelf            | aflevering 424: musical sketch                                                    |
| 2017      | The Graham Norton Show                 | zichzelf            | seizoen 22, aflevering 13: interview                                              |
| 2017      | Lip Sync Battle                        | zichzelf            | aflevering “Tom Holland VS Zendaya”                                               |
| 2019      | The OA                                 | Fola                | 3 afleveringen                                                                    |
| 2019      | Euphoria                               | Rue                 | HBO serie, hoofdrol                                                               |

## Discografie

### Albums

#### Soloalbums
| Zendaya | - Uitgebracht: 17 september 2013 (VS), 11 april 2014 (Europa) - Formaten: cd, muziekdownload - Label: Hollywood Records |

#### Soundtrackalbums
| Titel                                                                        | Albumgegevens                                                                           | Hitpositie | Hitpositie | Hitpositie |
| Titel                                                                        | Albumgegevens                                                                           | US         | US OST     | US Kids    |
| ---------------------------------------------------------------------------- | --------------------------------------------------------------------------------------- | ---------- | ---------- | ---------- |
| Shake It Up: Break It Down                                                   | - Uitgebracht: 11 oktober 2011 - Formaten: cd, muziekdownload - Label: Walt Disney      | 22         | 1          | 1          |
| Shake It Up: Live 2 Dance                                                    | - Uitgebracht: 20 maart 2012 - Formaten: cd, muziekdownload - Label: Walt Disney        | —          | —          | —          |
| Shake It Up: Made In Japan EP                                                | - Uitgebracht: 21 augustus 2012 - Formaten: cd, muziekdownload - Label: Walt Disney     | —          | —          | —          |
| Shake It Up: I <3 Dance                                                      | - Uitgebracht: 5 maart 2013 - Formaten: cd, muziekdownload - Label: Walt Disney         | —          | —          | —          |
| The Greatest Showman: Original Motion Picture Soundtrack                     | - Uitgebracht: 8 december 2017 - Formaten: cd, muziekdownload - Label: Atlantic Records | 1          | 1          | —          |
| "—" betekent: niet uitgebracht in dat land of niet in de hitlijsten gekomen. |                                                                                         |            |            |            |

### Singles
| Titel                                                                          | Jaar | Rang hitpositie | Rang hitpositie | Rang hitpositie | Album                                                    |
| Titel                                                                          | Jaar | US              | US Digital      | CAN             | Album                                                    |
| ------------------------------------------------------------------------------ | ---- | --------------- | --------------- | --------------- | -------------------------------------------------------- |
| "Swag It Out"                                                                  | 2011 | —               | —               | —               | geen album                                               |
| "Watch Me" (met Bella Thorne)                                                  | 2011 | 86              | 64              | —               | Shake It Up: Break It Down                               |
| "Something to Dance For"                                                       | 2012 | —               | —               | —               | Shake It Up: Live 2 Dance                                |
| "Fashion Is My Kryptonite (met Bella Thorne)"                                  | 2012 | —               | —               | —               | Shake It Up: Made In Japan                               |
| "Same Heart (met Bella Thorne)"                                                | 2012 | —               | —               | —               | Shake It Up: Made In Japan                               |
| "Made In Japan (met Bella Thorne)"                                             | 2012 | —               | —               | —               | Shake It Up: Made In Japan                               |
| "Contagious Love (met Bella Thorne)"                                           | 2013 | —               | —               | —               | Shake It Up: I <3 Dance                                  |
| "This Is My Dance Floor (met Bella Thorne)"                                    | 2013 | —               | —               | —               | Shake It Up: I <3 Dance                                  |
| "Beat Of My Drum"                                                              | 2013 | —               | —               | —               | Shake It Up: I <3 Dance                                  |
| "I'm Back"                                                                     | 2013 | —               | —               | —               | Shake It Up: I <3 Dance                                  |
| "Replay"                                                                       | 2013 | 40              | —               | 83              | Zendaya                                                  |
| "Neverland"                                                                    | 2015 | —               | —               | —               | Finding Neverland: The Album                             |
| "Something New" (met Chris Brown)                                              | 2016 | —               | —               | —               |                                                          |
| "Rewrite The Stars" (met Zac Efron)                                            | 2017 | —               | 70              | 71              | The Greatest Showman: Original Motion Picture Soundtrack |
| "—" betekent: niet uitgebracht of niet in de hitlijsten gekomen in dat gebied. |      |                 |                 |                 |                                                          |

### Overige optredens
| Lied                                         | Jaar | Album                           |
| -------------------------------------------- | ---- | ------------------------------- |
| "Hot N Cold" (als deel van de Kidz Bop Kids) | 2010 | Kidz Bop Dance Party            |
| "Dig Down Deeper"                            | 2011 | Pixie Hollow Games              |
| "Shake Santa Shake"                          | 2012 | Disney Channel Holiday Playlist |

### Muziekvideo's
| Lied                                                        | Jaar | Regisseur       |
| ----------------------------------------------------------- | ---- | --------------- |
| "Hot n Cold" (cameo: Kidz Bop)                              | 2010 | Onbekend        |
| "Watch Me" (met Bella Thorne)                               | 2011 | Lipo Ching      |
| "Dig Down Deeper"                                           | 2011 | Onbekend        |
| "Swag It Out"                                               | 2011 | Glenn A. Foster |
| "Something to Dance For/TTYLXOX Mash-Up" (met Bella Thorne) | 2012 | Onbekend        |
| "Fashion Is My Kryptonite" (met Bella Thorne)               | 2012 | Marc Klasfeld   |
| "Like We Grown" (cameo: Trevor Jackson)                     | 2013 | Mike Ho         |
| "This Is My Dance Floor" (met Bella Thorne)                 | 2013 | Marc Klasfeld   |
| "Contagious Love" (met Bella Thorne)                        | 2013 | Onbekend        |
| "Replay"                                                    | 2013 | Colin Tilley    |

## Hitnotaties

### Singles
| Single met eventuele hitnotering(en) in de Nederlandse Top 40 | Datum van verschijnen | Datum van binnenkomst | Hoogste positie | Aantal weken | Opmerkingen                                 |
| ------------------------------------------------------------- | --------------------- | --------------------- | --------------- | ------------ | ------------------------------------------- |
| Rewrite the stars                                             | 2017                  | -                     |                 |              | met Zac Efron / Nr. 71 in de Single Top 100 |

| Single met hitnotering(en) in de Vlaamse Ultratop 50 | Datum van verschijnen | Datum van binnenkomst | Hoogste positie | Aantal weken | Opmerkingen |
| ---------------------------------------------------- | --------------------- | --------------------- | --------------- | ------------ | ----------- |
| Replay                                               | 2014                  | 15-03-2014            | tip93*          |              |             |

## Prijzen en nominaties
| Jaar | Prijs                           | Categorie | Werk                                           | Resultaat   |
| ---- | ------------------------------- | --- | ---------------------------------------------- | ----------- |
| 2011 | Young Artist Award              | Outstanding Young Ensemble in a TV Series (gedeeld met Bella Thorne, Davis Cleveland, Roshon Fegan, Adam Irigoyen, Kenton Duty en Caroline Sunshine) | Shake It Up                                    | Genomineerd |
| 2012 | Young Artist Award              | Best Performance in a TV series - Leading Young Actress                                                                                              | Shake It Up                                    | Genomineerd |
| 2012 | Young Artist Award              | Outstanding Young Ensemble in a TV Series (gedeeld met Bella Thorne, Davis Cleveland, Roshon Fegan, Adam Irigoyen, Kenton Duty en Caroline Sunshine) | Shake It Up                                    | Genomineerd |
| 2012 | NAACP Image Awards              | Outstanding Performance in a Youth/Children's Series or Special                                                                                      | Shake It Up                                    | Genomineerd |
| 2013 | Young Artist Awards             | Best Performance in a TV Movie, MiniSeries, Special or Pilot - Leading Young Actress                                                                 | Frenemies                                      | Genomineerd |
| 2013 | Radio Disney Music Awards       | Best Music Video (gedeeld met Bella Thorne) | Fashion Is My Kryptonite                       | Genomineerd |
| 2014 | Radio Disney Music Awards       | Breakout Artist | zichzelf                                       | Genomineerd |
| 2014 | Radio Disney Music Awards       | Artist with the Best Style | zichzelf                                       | Gewonnen    |
| 2014 | World Music Awards              | World's Best Song | Replay                                         | Genomineerd |
| 2014 | World Music Awards              | World's Best Video | Replay                                         | Genomineerd |
| 2014 | World Music Awards              | World's Best Female Artist | zichzelf                                       | Genomineerd |
| 2014 | World Music Awards              | World's Best Live Act | zichzelf                                       | Genomineerd |
| 2014 | World Music Awards              | World's Best Entertainer | zichzelf                                       | Genomineerd |
| 2014 | BET Awards 2014                 | YoungStars Award | zichzelf                                       | Genomineerd |
| 2014 | Teen Choice Awards              | Choice Music: Breakout Artist | zichzelf                                       | Genomineerd |
| 2014 | Teen Choice Awards              | Candie's Style Icon | zichzelf                                       | Gewonnen    |
| 2015 | Teen Choice Awards              | Choice TV Actress: Comedy | K.C. Undercover                                | Genomineerd |
| 2015 | Radio Disney Music Awards       | Best Style | zichzelf                                       | Genomineerd |
| 2016 | Radio Disney Music Awards       | Best Style | zichzelf                                       | Genomineerd |
| 2016 | Kids Choice Awards              | Favorite Female Star - Kids' Show | K.C. Undercover                                | Gewonnen    |
| 2017 | Kids Choice Awards              | Favorite Female Star - Kids' Show | K.C. Undercover                                | Gewonnen    |
| 2017 | Teen Choice Awards              | Choice TV Actress: Comedy | K.C. Undercover                                | Genomineerd |
| 2017 | Teen Choice Awards              | Choice Summer Movie Actress | Spider-Man: Homecoming                         | Gewonnen    |
| 2017 | Teen Choice Awards              | Choice Breakout Movie Star | Spider-Man: Homecoming                         | Genomineerd |
| 2017 | Teen Choice Awards              | Choice Twit | zichzelf                                       | Genomineerd |
| 2017 | Teen Choice Awards              | Choice Style Icon | zichzelf                                       | Genomineerd |
| 2017 | Teen Choice Awards              | Choice Female Hottie | zichzelf                                       | Genomineerd |
| 2018 | Nickelodeon Kids' Choice Awards | Favorite Female TV Star | K.C. Undercover                                | Genomineerd |
| 2018 | Nickelodeon Kids' Choice Awards | Favorite Movie Actress | Spider-Man: Homecoming en The Greatest Showman | Gewonnen    |
| 2018 | Saturn Awards                   | Best Performance by a Younger Actor | Spider-Man: Homecoming                         | Genomineerd |
| 2018 | Teen Choice Awards              | Choice Movie Actress: Drama | The Greatest Showman                           | Gewonnen    |
| 2018 | Teen Choice Awards              | Choice Movie Ship (gedeeld met Zac Efron) | The Greatest Showman                           | Gewonnen    |
| 2018 | Teen Choice Awards              | Choice Lip Lock (gedeeld met Zac Efron) | The Greatest Showman                           | Genomineerd |
| 2018 | Teen Choice Awards              | Choice Collaboration (gedeeld met Zac Efron) | Rewrite The Stars                              | Gewonnen    |
| 2018 | Teen Choice Awards              | Choice Style Icon | zichzelf                                       | Genomineerd |
| 2022 | Emmy Awards                     | Outstanding Lead Actress In A Drama Series | Euphoria                                       | Gewonnen    |
| 2023 | Golden Globe Awards             | Beste actrice in een dramaserie | Euphoria                                       | Gewonnen    |

## Privé

### Naamverandering
Zendaya's ouders, Claire Stoermer & Kazembe Ajamu, hebben beide andere achternamen dan Zendaya. De reden hiervoor is dat Zendaya's moeder, Claire, haar achternaam niet veranderd heeft bij het huwelijk tussen haar en Zendaya's vader. (Toen nog) Samuel Coleman vond zijn naam niet bij zichzelf passen en heeft ná Zendaya's geboorte zijn naam veranderd in Kazembe Ajamu, waardoor Zendaya's achternaam dus nog Coleman is. Inmiddels zijn haar ouders gescheiden.
- Biblioteca Nacional de España: XX5797789
- Bibliothèque nationale de France: cb167253506 (data)
- Gemeinsame Normdatei: 1152226967
- International Standard Name Identifier: 0000 0003 5622 5869
- Library of Congress Control Number: no2011134244
- MusicBrainz: 5b946a83-b395-4016-b67f-c71690f9a866
- Nationale Bibliotheek van Tsjechië: xx0250651
- Nederlandse Thesaurus van Auteursnamen: 36956720X
- Système universitaire de documentation: 26202585X
- Virtual International Authority File: 181358265
- WorldCat: E39PBJcBYFXqRpgq8y3pWgw6Kd